# Mariano Rampolla
Mariano Rampolla, markis del Tindaro, född den 17 augusti 1843 i Polizzi Generosa, Sicilien, död den 16 december 1913 i Rom, var en italiensk kardinal och diplomat.
Rampolla prästvigdes 1866. Han utnämndes av Pius IX till sekreterare i propagandan och av Leo XIII till sekreterare i kongregationen för extra ordinarie kyrkoärenden, blev ärkebiskop (in partibus) av Heraklea  och nuntie i Madrid 1882. År 1887 utsågs Rampolla till kardinalpräst av Santa Cecilia. Med Rampollas utnämning till kardinalstatssekreterare (efter Jacobini) samma år började Vatikanens franskvänliga politik. 

Kardinal Mariano Rampollas vapensköld.

Rampolla delar med Leo XIII äran och ansvaret för kurians kyrkoledning ända till Leos död 1903. I konklaven detta år hade han vid de första omröstningarna de flesta rösterna, men hans av Frankrike stödda val omintetgjordes av kardinal Puzyna från Kraków på inrådan av den, i denna fråga av Italien påverkade, österrikisk-ungerska regeringen. 
Av den nye påven Pius X misstänkt för franska sympatier i den utbrytande kyrkokrisen i Frankrike, drog Rampolla sig undan de diplomatiska sysslorna och ägnade sig åt platsen som kyrkoherde vid Peterskyrkan, åt andaktsövningar och författarskap. År 1909 blev han sekreterare i Congregatio sancti officii. I den spanska kyrkokrisen 1910 började hans diplomatiska insikter åter rådföras av Pius X, men döden avklippte 1913 hans stigande inflytande.
"R. var", skriver Hjalmar Holmquist i Nordisk Familjebok, "en härskarnatur och genial politiker, men gällde äfven för en personligen from man. Ehuru ultramontanismens tjänare, visade han stundom en viss för jesuiterna föga behaglig fördragsamhet; i kampen mot modernismen synes han ha hållit sig afvaktande."